# Cinnamomum culilaban
Cinnamomum culilaban là loài thực vật có hoa trong họ Nguyệt quế. Loài này được (L.) J. Presl miêu tả khoa học đầu tiên năm 1825.